# Trogoderma serrigerum
Trogoderma serrigerum is een keversoort uit de familie spektorren (Dermestidae). De wetenschappelijke naam van de soort werd in 1877 gepubliceerd door David Sharp.